# エリート主義
エリート主義（エリートしゅぎ、英: elitism）、またエリート制（エリートせい）は、社会の中で優秀とされる人物や集団（エリート）を重視する思想や傾向である。選良主義・精鋭制ともいう。対義語にはインテグリティ、ポピュリズム（大衆主義）、平等主義などがある。

## 概説
エリート主義とは、資産・知識・特別な訓練・経験やその他の属性などによって区別される個人の集団（エリート層）に対する信頼や態度であり、彼らが社会の中でより重要な役割を持ち、建設的な行動を行い、統治するに適した卓越した技術や能力や見識を持っている、と考える。
他方では「エリート主義」との用語は、権力が一部の人々の手に集中している状況を示すためにも使われており、その状況に反対する概念には反エリート主義、ポピュリズム、平等主義、政治思想上の多元主義などがある。なおポピュリズムは、社会におけるエリートの影響に関する社会的または政治的な科学分析であるエリート理論 (en) ではユートピア的な概念とみなされている。
また「エリート主義」との用語は、社会や集団全体の利益になるという期待により、特定の個人が特別な権限や責任を持つ状況を示すためにも使われている。エリート主義は時には社会階級や社会的成層と関連し、上流階級の構成員は「社会的エリート」と呼ばれることもある。更には単に、ある集団内で他者と比較して特別な権限を持った中核的集団や排他的集団を批判する際にも使われており、この場合は差別とも呼ばれる。

## 歴史・現代
古代より世界各地で様々な職の人間などが「エリート」とみなされて支配者やテクノクラートとなり、特別な権限を持つ例がある。これらは世襲などにより固定化されて社会階級となる場合も、新規参入の流動性を保持して社会階層にとどまる場合もある。
古代ギリシャのプラトンは、民主政を批判し、優秀な者を選抜して哲学を学ばせ、哲人王として社会を支配させる政体を理想とした。
中国では、隋代から清にかけて、官僚登用のための試験である科挙が行われた。
マルクス・レーニン主義の前衛党理論では、共産党が国家や社会を指導するとされた。
現代に至ってもフランスは政府や官僚、さらには与党・野党の要職が国立行政学院 (ENA) の出身者で占められているため、よくエリートの強い国とみられる。